# Northern Light

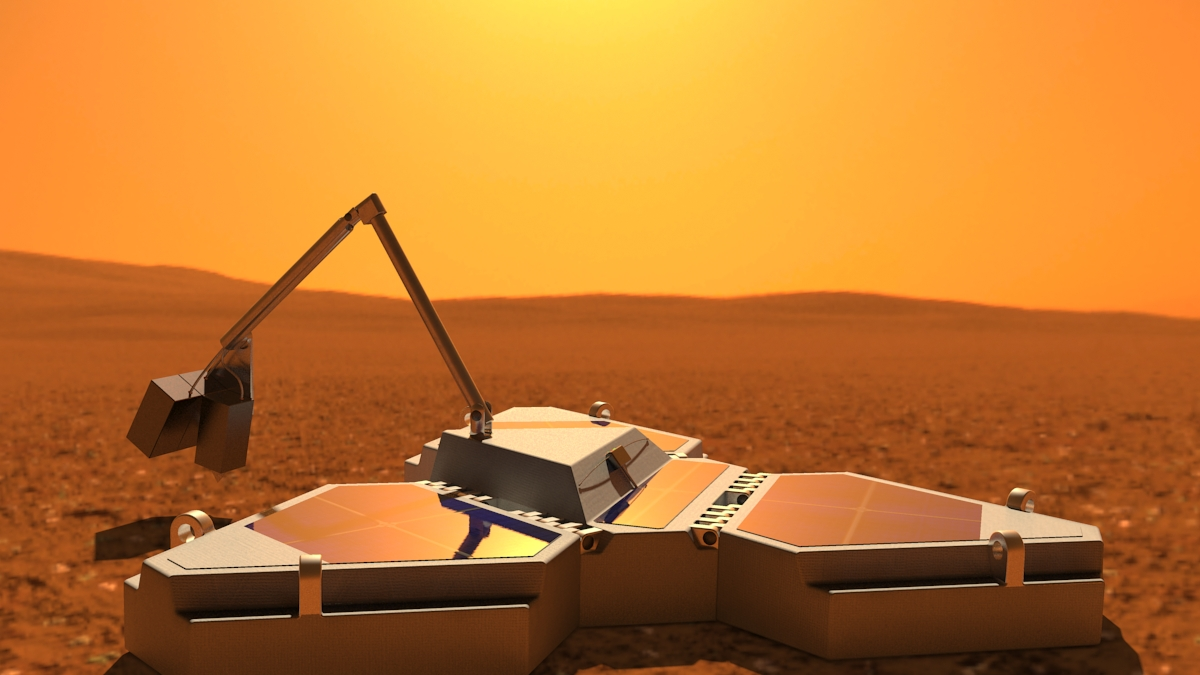
Northern Light auf dem Mars.

Northern Light war eine geplante kanadische unbemannte Marsmission. Am Projekt waren mehrere kanadische Universitäten, private Forschungseinrichtungen und Unternehmen beteiligt, nicht jedoch die staatliche Raumfahrtbehörde CSA.
Das im Wesentlichen ausführende Unternehmen sollte Thoth Technology mit Hauptsitz in Kettleby sein. Geplanter Start der Mission war 2012.

## Geschichte
Das Projekt wurde offiziell im Jahr 2001 von Ben Quine von der York University in Toronto ins Leben gerufen. Die York University hatte das kanadische Raumfahrtprogramm ganz entscheidend vorangebracht und viele wissenschaftliche Instrumente und Baugruppen entwickelt und hergestellt. Mehrere weitere Universitäten schlossen sich diesem Projekt an: Alberta, Toronto, Waterloo, Winnipeg, Western Ontario, Saskatchewan, Calgary, New Brunswick, McGill University und die Simon Fraser University. Die Leitstelle für die Zeit nach der Landung auf dem Mars sollte an der University of York eingerichtet werden.
Weitere Unternehmen waren am Projekt beteiligt: Magellan Aerospace, ENNIX Technology, EADS Astrium, SPECTRAL applied research, MDA Space Missions; CATA Alliance; Sensor & Software Inc, COM DEV International.

## Missionsziele
- Suche nach Leben auf dem Mars
- Suche nach Wasser
- Messung der elektromagnetischen Belastung und Analyse der Bestandteile der Atmosphäre
- Vorbereitung sowie Erkundung für eine bemannte Marsmission

## Aufbau
Die Sonde sollte aus vier Teilen bestehen:
- Aus einem Triebwerk, welches die Sonde auf eine korrekte Umlaufbahn um den Mars bringt und auch für den exakten Eintritt in die Marsatmosphäre sorgt.
- Ein Hitzeschild sollte dafür sorgen, dass die Sonde beim Eintritt in der Marsatmosphäre nicht verglüht.
- Die Sonde sollte mit Hilfe von Fallschirmen abgebremst und mit einem Airbagsystem vor einer zu schnellen Landung geschützt werden.
- Die eigentliche Landeeinheit sollte aus der Sonde selbst und einem Rover bestehen, der ca. 6 kg wiegen und eine maximale Reichweite von ca. 1 km um den Landeplatz haben sollte.

### Northern Light Lander
Der Lander sollte verschiedene wissenschaftlichen Instrumente tragen, die an den Universitäten und Firmen des Konsortiums entwickelt und gefertigt werden sollten.
Mit Umweltsensoren sollten Daten der Landegegend gemessen und aufgezeichnet werden: UV-Strahlung, Luftdruck, Temperatur, Staubdichte, Windgeschwindigkeit und Bodenvibrationen. Einige dieser Instrumente wurden für Beagle 2, den Lander der ESA-Sonde Mars Express in Großbritannien entwickelt.
Es war vorgesehen, dass das Spektrometer Aurora in einem Wellenlängenbereich von 625 nm bis 2500 nm arbeitet und den ganzen Himmel erfasst. Das Instrument sollte die Atmosphärenzusammensetzung des Mars analysieren. Ein zweites Spektrometer namens Argus 4000 sollte Gesteinsreflexionen analysieren.
Die Kameras an Bord des Landes hätten verschiedene Brennweiten gehabt. Spezielle Filter sollten dazu beitragen, verschiedene Mineralien auf dem Mars zu identifizieren. Des Weiteren sollten mit dieser Kamera auch astronomische Beobachtungen durchgeführt werden.
Mit dem Seismometer MASSur Seismic Sensor sollte die Bodenbeschaffenheit des Mars erforscht werden. Dazu sollten eine aktive Vibrationsquelle und Beschleunigungssensoren verwendet werden, um die elastischen und mechanischen Eigenschaften des Bodens zu bestimmen. Sedimentgestein, Permafrostboden und Wasser hätten dabei unterschiedliche Werte geliefert. Aus Redundanzgründen war ein baugleiches Gerät auf dem Rover geplant.
Der Lander sollte in einer hermetisch verschlossenen Kapseln einige DVDs mit Mitteilungen von Kanadiern tragen.

### Rover
Der Rover mit Namen Beaver wäre erforderlich gewesen, um die geologischen Gegebenheiten zu erforschen. Beaver sollte ca. 6 kg wiegen und relativ unabhängig vom Lander sein. Sein Aktionsradius war mit ca. 1 km geplant. Ebenso wie der Lander sollte der Rover mit einer Kamera, einem Spektrometer und einem Seismometer ausgerüstet werden.
Daneben sollte Beaver über ein Bodenradar verfügen. Dessen 200-MHz-Signal hätte bis zu von 20 m in weichen Boden und bis zu 100 m in Permafrostboden und in Eis eindringen können. Das Radargerät sollte sich Systeme mit dem Seismometer teilen.
Beaver sollte außerdem mit einem Bohrer ausgestattet werden, der etwa 10 mm tief in Gestein bohren kann. Zusammen mit dem Spektrometer Aurora und einem Mikroskop sollte dies eine Suche nach biologischen Spuren ermöglichen.

## Bodenstation

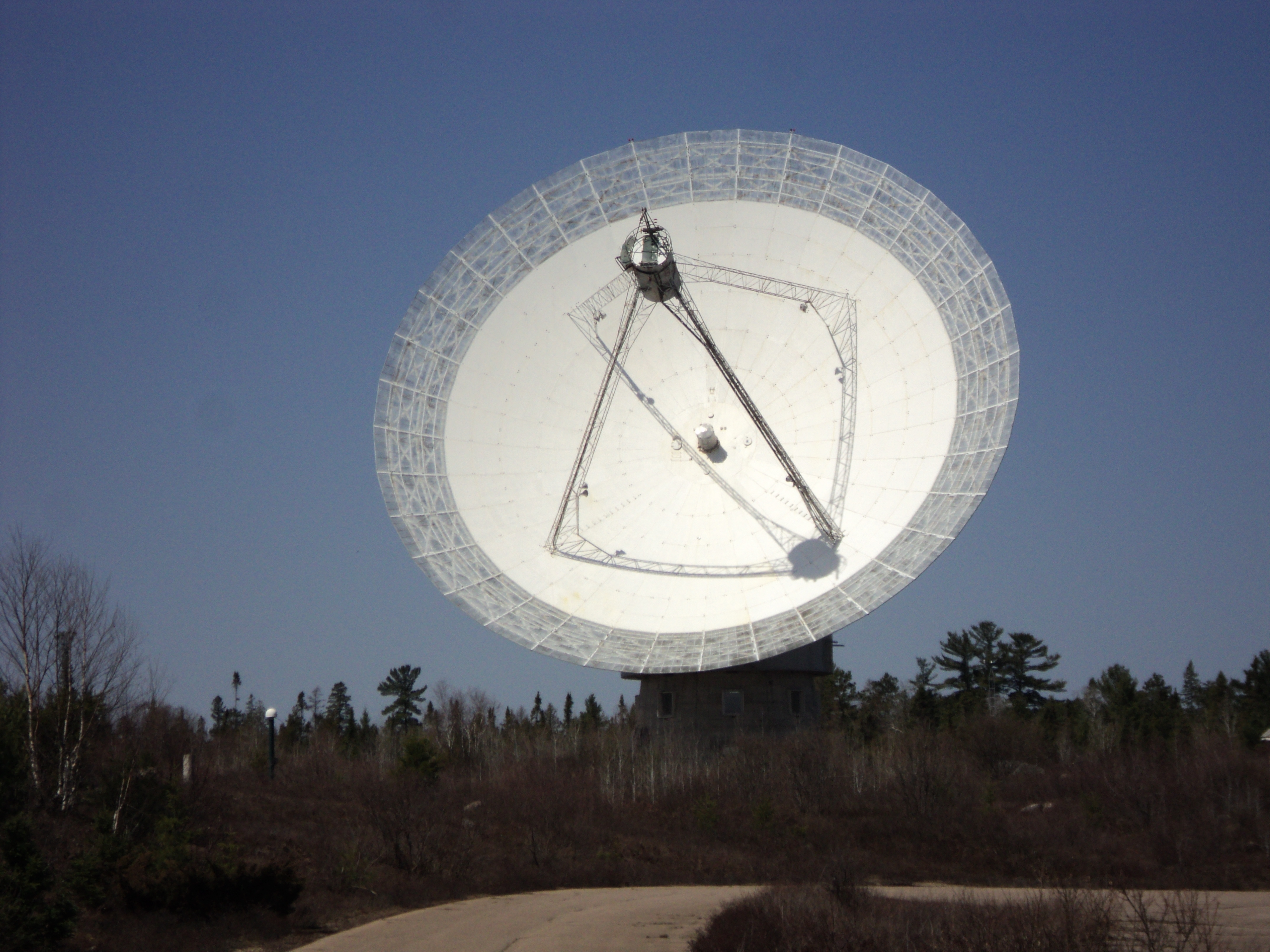
Das Algonquin Radio Observatory

Für das Projekt wurde  das Algonquin Radio Observatory im Algonquin Provincial Park in Ontario ausgewählt. Nach dem Start der Sonde sollte das Teleskop den operativen Betrieb aufnehmen und die Flugbahn sowie die Systeme überprüfen. Das Teleskop verfügt über einen 46 m großen Hauptreflektor. Das Teleskop wurde im Jahr 2010 von Thoth Technology für verschiedene Missionen betrieben.